# Шість могил на шляху до Мюнхена
Шість могил на шляху до Мюнхена (англ. Six Graves to Munich) — роман Маріо П'юзо 1967 року. Твір опубліковано під псевдонімом Маріо Клірі.

## Сюжет
Майкл Роган — відомий математичний геній. Після вибуху другої світової війни, він висловив бажання служити батьківщині, після чого його перенаправили до відділу, який займався розшифруванням німецьких шифрів. Під кінець, однак, його накрили у Франції та викрали разом із його дружиною Крістіною та її сім'єю. Сім'ю вбито відразу, а Майкла взято на допит до Палацу Справедливості по справі американських шифрів. Семеро чоловіків, які його допитували, сильно його принижували й катували. Його дружина теж вже не жила, попри протилежні твердження викрадачів. Після того, як Майкл відкрив їм усі таємниці, один з них вистрілив йому у потилицю.
Майкл пережив постріл, але тепер на потилиці носить сталеву пластину. Десять років він чесно працює і стає мільйонером, однак все ще живе помстою. Зрештою йому вдається знайти перших чотирьох викрадачів. Події роману починаються з вбивства другого з них, вбивство ж першої особи описано у спогадах Майкла. Він вирішує знищити всіх своїх мучителів. Крім того, він знайомиться з Розалі, німецькою повією, яка тільки-но почала оговтуватися від шоку бомбардувань рідного міста. Кожен наступний напад стає все складнішим через ранг, який його мучителі займають у суспільстві, але Роган не здається, навіть ціною власного життя.
У творі порушено багато притаманних для творчості автора тем: життя в повоєнній Німеччині, італійська мафія, таємні операції американських агентів по всьому світу, прагнення помсти.

## Час і місце дії
Події твору починаються 1955 року і тривають кілька місяців, в основному в Східній та Західній Німеччині, окупованій столиці Берліні, а також в Італії, Угорщині та США (спогади головного героя). Спогади про нього та Розалі охоплюють другу половину 1930-х та період Другої світової війни.

## Персонажі
- Майкл Роган — головний персонаж, геній, який хоче помститися своїм мучителям та послідовно йде до своєї мети.
- Розалі — коханка Рогана, яка допомагає йому в його нападах.
- Альберт Мольтке — перша мішень Рогана, найжорстокіший із його мучителів та шановний повоєнний політик.
- Карл Пфанн — друга ціль Рогана, повоєнний бізнесмен.
- Ерік і Ганс Фрайслінг — жорстокі мучителі Рогана, власники заправки, на якій обкрадають людей.
- Генко Барі — італієць, сицилійський Дон та п'ята мішень Рогана. Смертельно хворий на рак.
- Вента Пайрескі — угорець, керівник організації, яка після війни виконує брудну роботу для своєї країни.
- Клаус фон Остін — лідер мучителів Рогана та його остання ціль, після війни суддя в Палаці Справедливості, прагне стати майбутнім канцлером Німеччини.
- Артур Бейлі — американський агент в Берліні, допомагає Рогану, але насправді вороже ставиться до нього.
- Стефан Вростк — угорський співробітник Бейлі, також його друг.